# Osbourne Fleming

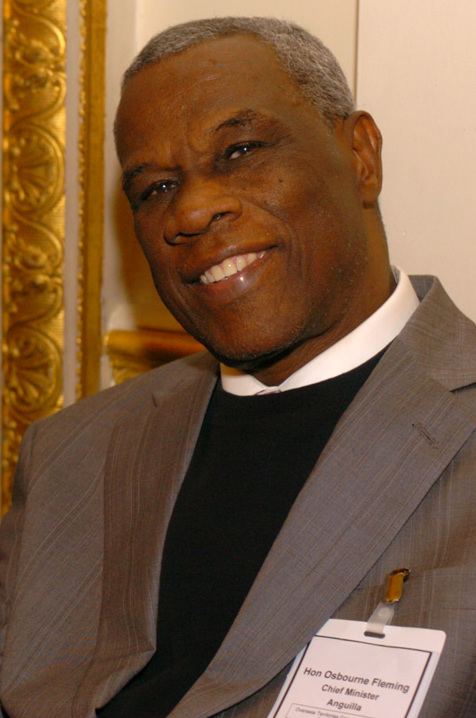
Osbourne Fleming nel 2019

Osbourne Berrington Fleming (Anguilla, 18 febbraio 1940) è un politico anguillano, ex Primo Ministro della dipendenza caraibica di Anguilla.

## Biografia
Venne nominato Primo Ministro il 6 marzo 2000, tre giorni dopo che l'Anguilla United Front (AUF), una coalizione conservatrice che include il partito di Fleming (l'Anguilla National Alliance) vinse le elezioni parlamentari, guadagnando 4 dei 7 seggi elettivi. La coalizione ottenne lo stesso risultato anche nelle elezioni del 2005 e Fleming fu riconfermato nella carica.
Con l'approssimarsi della conclusione del suo secondo mandato annunciò pubblicamente di non volersi ricandidare per le Elezioni generali ad Anguilla del 2010, limitandosi a supportare la candidatura a Primo Ministro di Victor Banks, ministro delle finanze del suo precedente governo.